# José Song Sui-Wan
Dom José Song Sui-Wan SDB (em chinês:  宋瑞雲, Shangai, 16 de maio de 1941 - Campinas, 15 de novembro de 2012) foi um sacerdote salesiano chinês naturalizado brasileiro, foi também bispo de São Gabriel da Cachoeira.

## Biografia
Dom José nasceu em Xangai (China) em 16 de maio de 1941 e estudou no Colégio dos Salesianos de Hong Kong em 1955-1959 e na Pontifícia Universidade Salesiana de Roma em 1968-1971. Foi ordenardo padre salesiano em São Paulo no dia 17 de julho de 1971.
Foi consagrado bispo de São Gabriel da Cachoeira em 27 de abril de 2002, mantendo a pasta até 4 de março de 2009.
Em 24 de maio de 2009, sendo já um bispo-emérito, foi o consagrante de seu successor, D. Edson Taschetto Damian.
Dom José, sofria de mal de Parkinson e lutava contra um tumor no fígado. Assim, foi transferido para Campinas, em 2009, para receber acompanhamento no Liceu Nossa Senhora Auxiliadora de Campinas. Faleceu em 15 de novembro de 2012 em Campinas-SP.